# Monte Spico

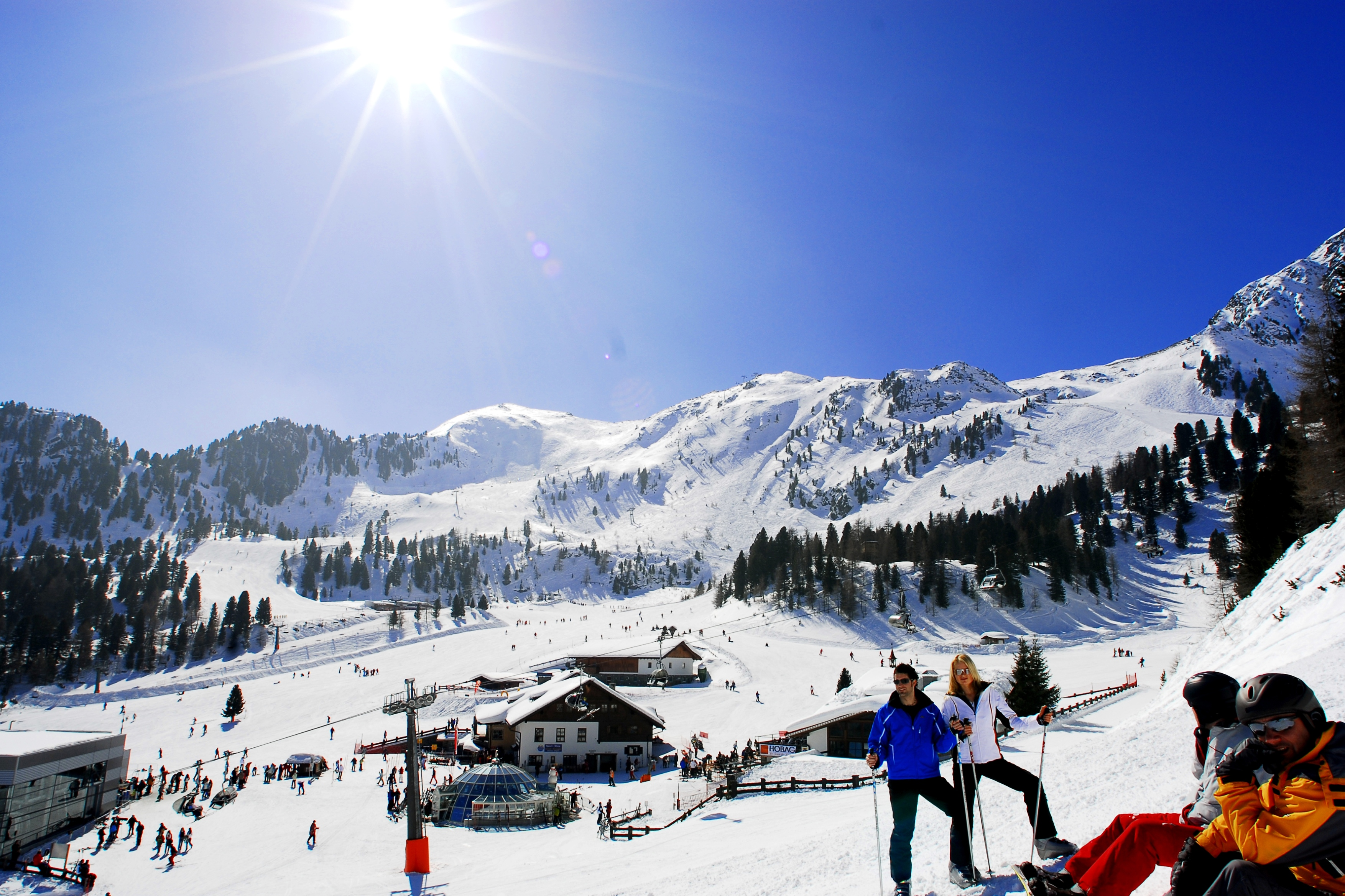
Malga Speikboden

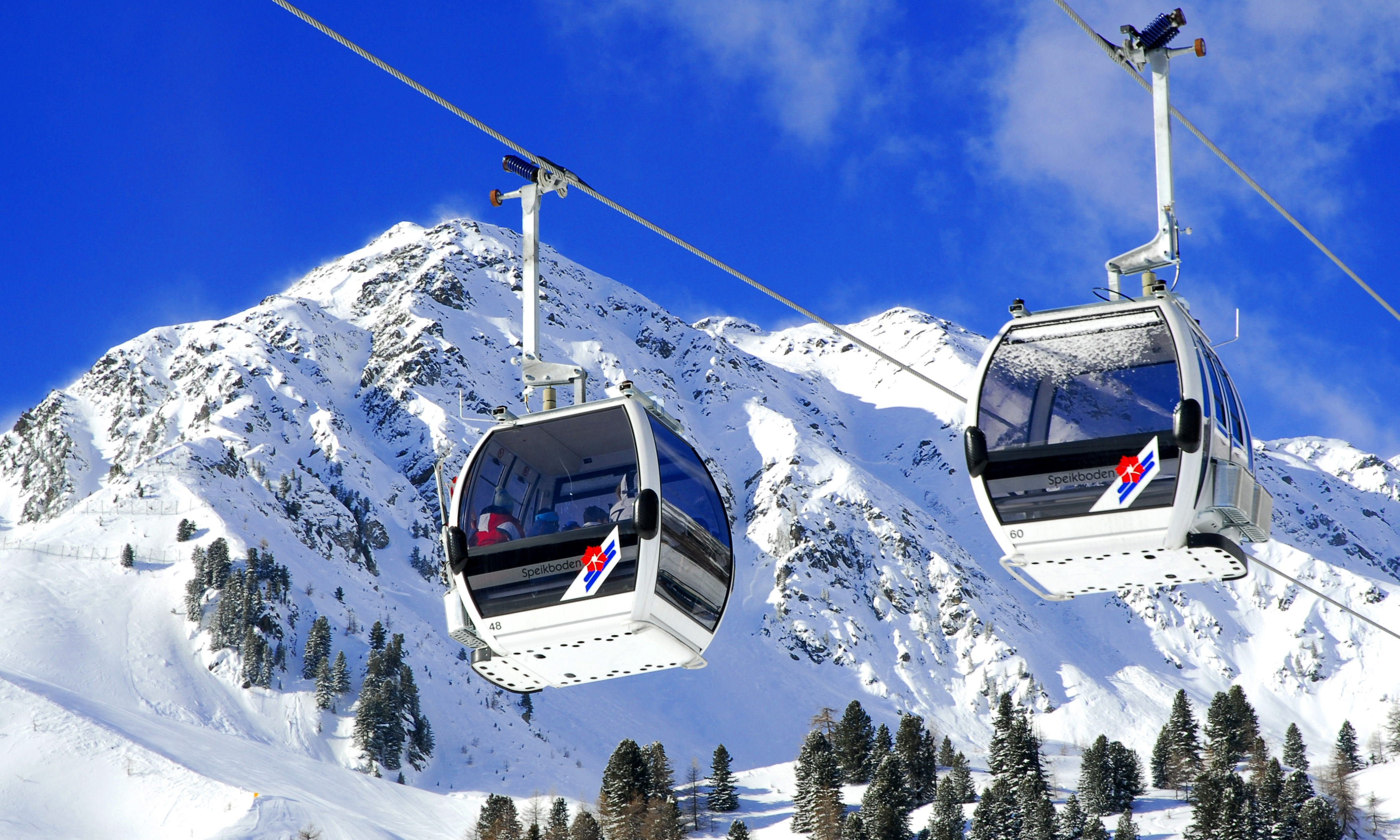
Cabinovia Speikboden

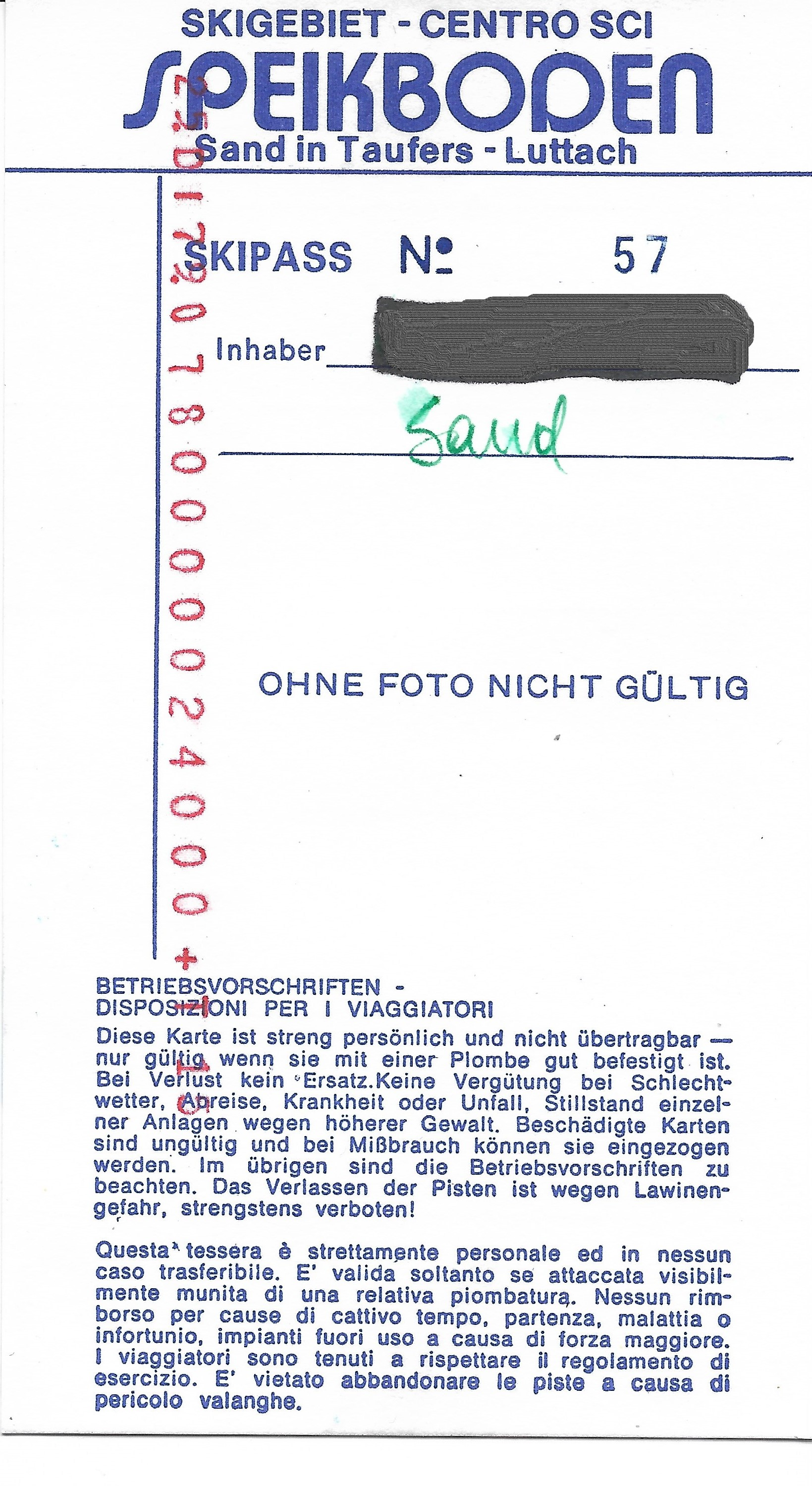
Skipass stagionale del comprensorio Speikboden del 1979

Monte Spico (2.517 m s.l.m. - Speikboden in tedesco) è un massiccio montuoso delle Alpi Centrali situato tra la Valle di Rio Bianco, la Valle di Selva dei Molini e la Valle Aurina. Rappresenta la parte più orientale di un prolungamento verso sud-est delle Alpi della Zillertal occidentali. Il punto più alto raggiunge un'altitudine di 2.517 m s.l.m. ed è chiamato anche Speikboden. Altre cime del massiccio sono il monte Seewassernock (2.516 m s.l.m.), il Dosso Grande (Großer Nock, 2.400 m s.l.m.), il Dosso Piccolo (Kleiner Nock, 2.227 m s.l.m.) e il monte Gornerberg (2.475 m s.l.m.).
Fanno parte delle località a valle: Lappago (Lappach), Lutago, Selva dei Molini, Campo Tures, San Giovanni (St. Johann in Ahrn) e Rio Bianco (Weißenbach).

## Area sciistica ed escursionistica Speikboden
Sul Monte Spico c'è l'ampia area sciistica Speikboden, con discese fino alla frazione di Drittelsand, all'estremità della Valle Aurina. Costruita all'inizio degli anni '70 da investitori locali e con il sostegno bavarese (Bernhard Glück), l'area sciistica ha assunto il doppio nome di Michlreis-Speikboden (dal nome della parte inferiore della stazione).
L'area sciistica è divisa approssimativamente in due sezioni. Il primo tratto è la discesa a valle, una pista rossa, che si chiama Michl. Dalla stazione a monte della cabinovia Speikboden va attraverso la frazione Vigo Michele fino a valle (Costa di Tures). L'intera discesa a valle è lunga 7 km.
Nella parte superiore, una conca chiamata "Speikboden-Alm", ci sono quattro piste rosse, due piste blu e tre piste nere, raggiungibili con seggiovie e cabinovie automatiche. Questa parte superiore è particolarmente adatta ai principianti e alle famiglie, in quanto vi è una chiara scelta di piste ben preparate. In totale ci sono 40 km di piste. Alla stazione di valle c'è anche una collina per principianti con due nastri trasportatori (tappeti magici) su cui è possibile imparare le basi dello sci.
Gli impianti di risalita sono aperti anche in estate. Speikboden dispone di una rete di sentieri molto estesa e ben curata. Ci sono anche due vie ferrate (difficoltà B/C e A).

### Impianti di risalita
| Tipo                  | Nome                | Capacità  | Lunghezza | Dislivello |
| --------------------- | ------------------- | --------- | --------- | ---------- |
| Cabinovia             | Speikboden          | 2.400 P/h | 2900 m    | 1008 m     |
| Seggiovie automatiche | Seenock             | 2.400 P/h | 1200 m    | 300 m      |
| Seggiovie automatiche | Bernhard Glück      | 1.640 P/h | 1200 m    | 360 m      |
| Seggiovie automatiche | Sonnklar            | 1.500 P/h | 900 m     | 400 m      |
| Cabinovia             | Alm-Express         | 2.400 P/h | 660 m     | 150 m      |
| Nastro trasportatore  | Tottomandl          | 1.000 P/h | 220 m     | 40 m       |
| Nastro trasportatore  | Family Funpark Toni | 1.000 P/h | 120 m     | 21 m       |
| Nastro trasportatore  | Family Funpark Leni | 1.000 P/h | 72 m      | 12 m       |

### Snowpark
Ai margini della pista Seenock c'è uno snowpark lungo 400 metri con salti e rail di tutti i livelli di difficoltà.

### Piste di slittino
Due piste di slittino partono dalla stazione a monte della cabinovia Speikboden. Una porta a Rio Bianco, l'altra a Lutago, da dove lo skibus gratuito riporta gli appassionati di slittino alla stazione a valle di Monte Spico.

### Parapendio, deltaplano
Monte Spico è diventato famoso per il volo a distanza grazie al campione Kurt Eder. Questo altoatesino abbandona raramente la sua terra natale, piazzandosi regolarmente sul podio della classifica mondiale di categoria xc: questo dimostra il potenziale dell’area in questione. Monte Spico è un'eccezionale area per i voli a distanza, sia per principianti che per piloti esperti. Si può volare tutto l'anno, ma le migliori condizioni si possono trovare da giugno a settembre. Un ampio panorama si estende dai punti di partenza, a sud si può persino vedere fino alle Dolomiti centrali. Monte Spico si trova a sud della catena principale delle Alpi della Zillertal. È perciò poco protetto dal vento del nord; se questo soffia troppo forte, è meglio non volare. Ma l'alto e imponente massiccio del Durra, situato alle sue spalle, protegge l'area di partenza dai venti moderati del nord.

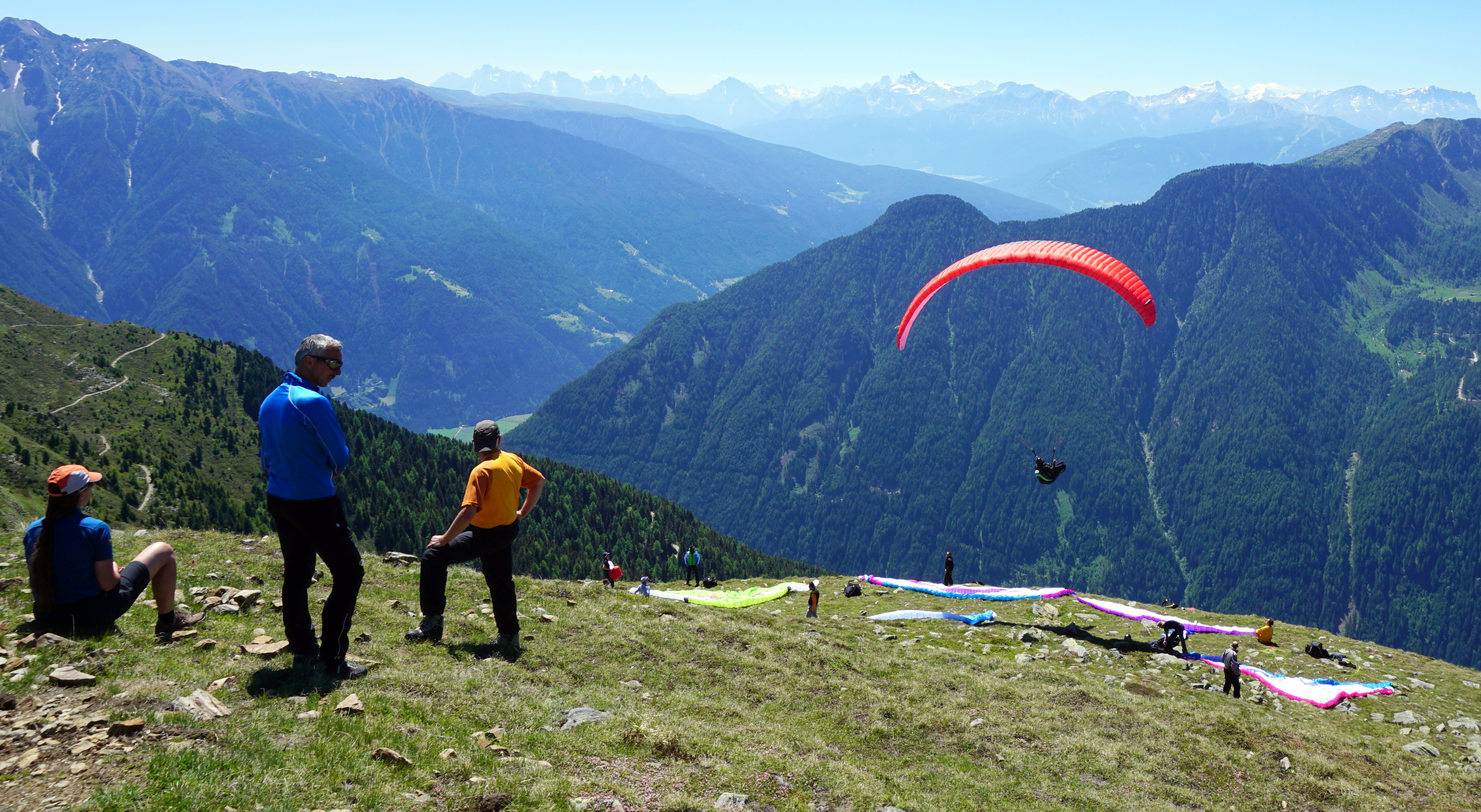
Punto di partenza per il parapendio sul Monte Spico
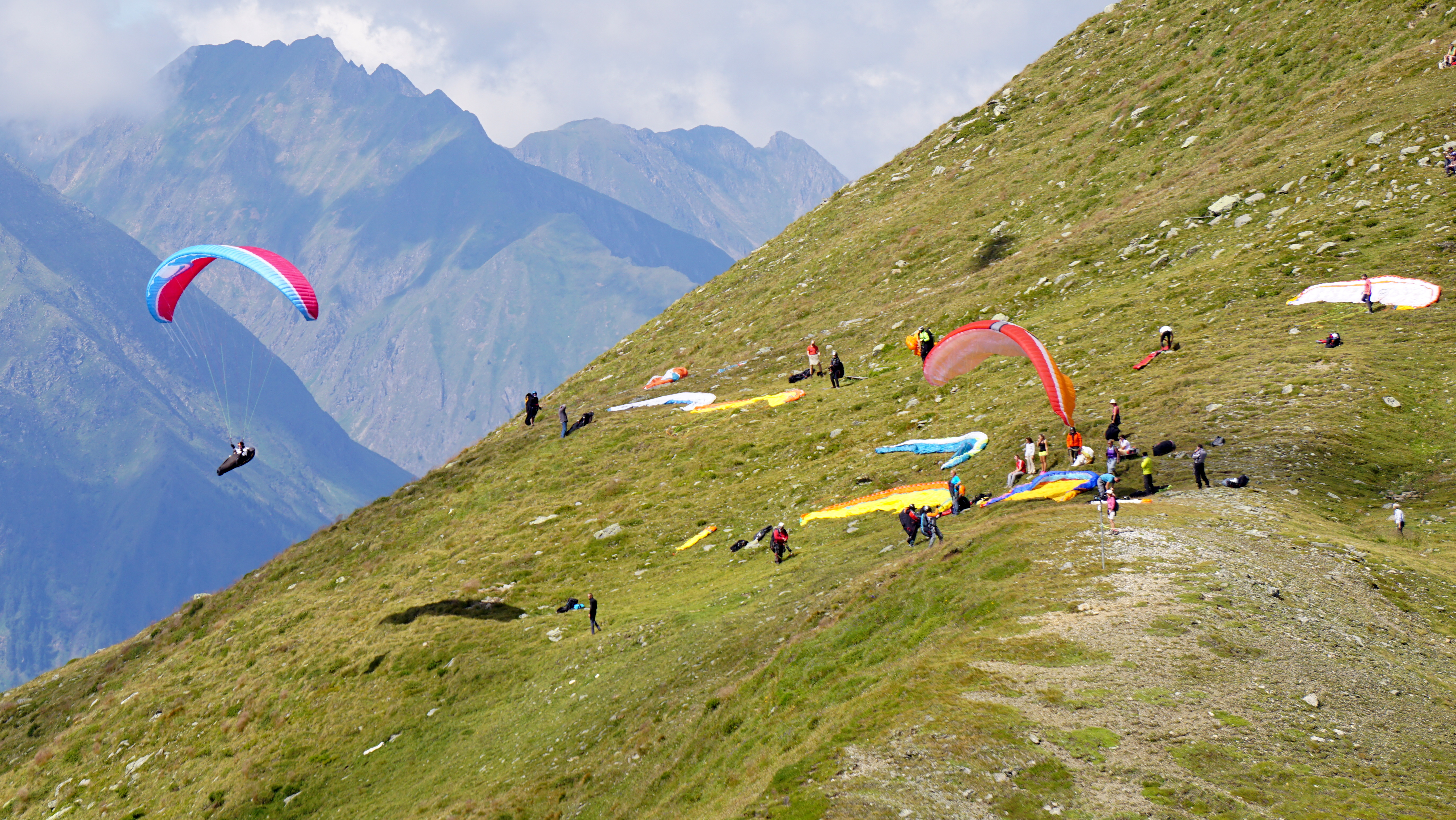
Punto di partenza per il parapensio sul Monte Spico
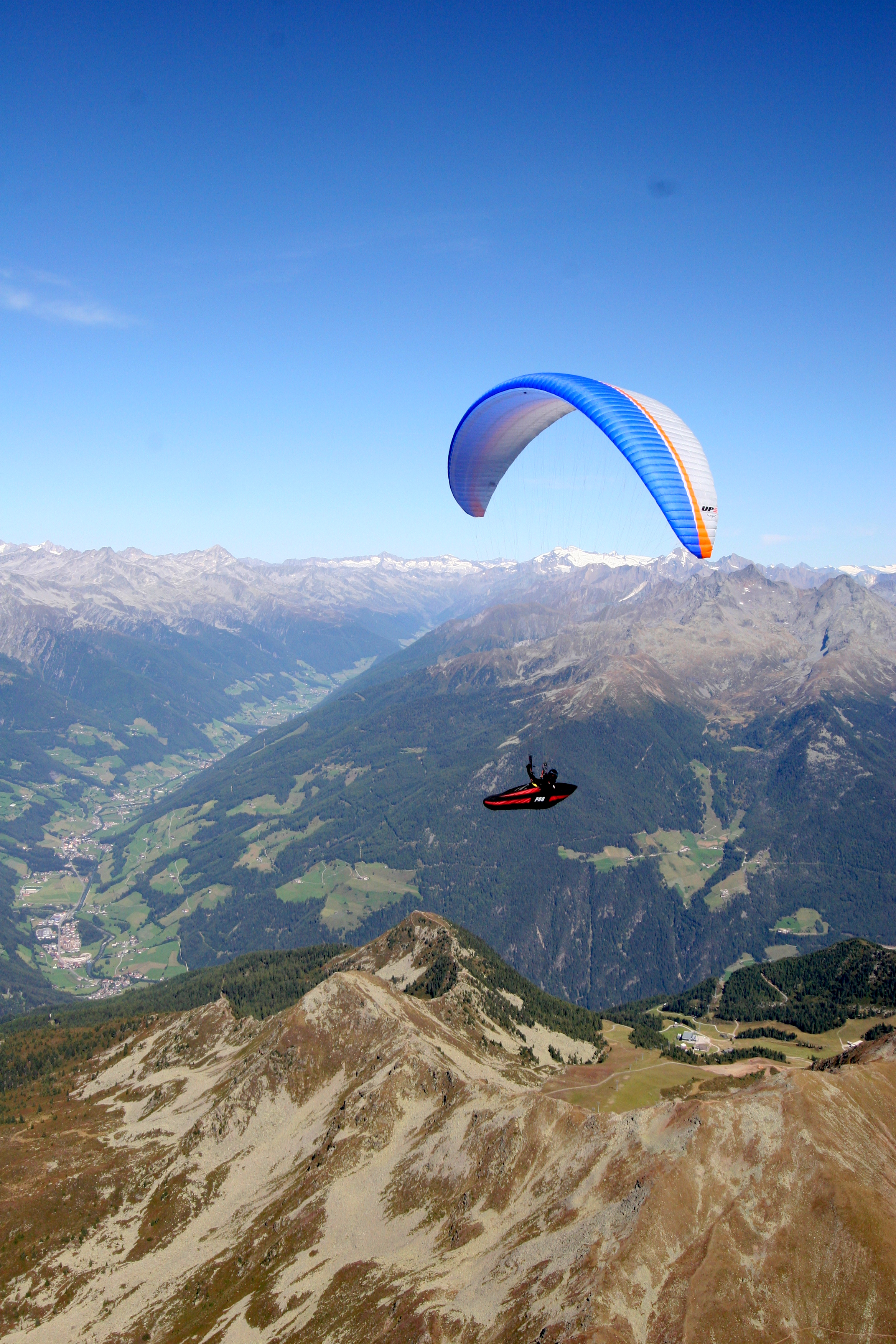
Volo in parapendio sul Monte Spico
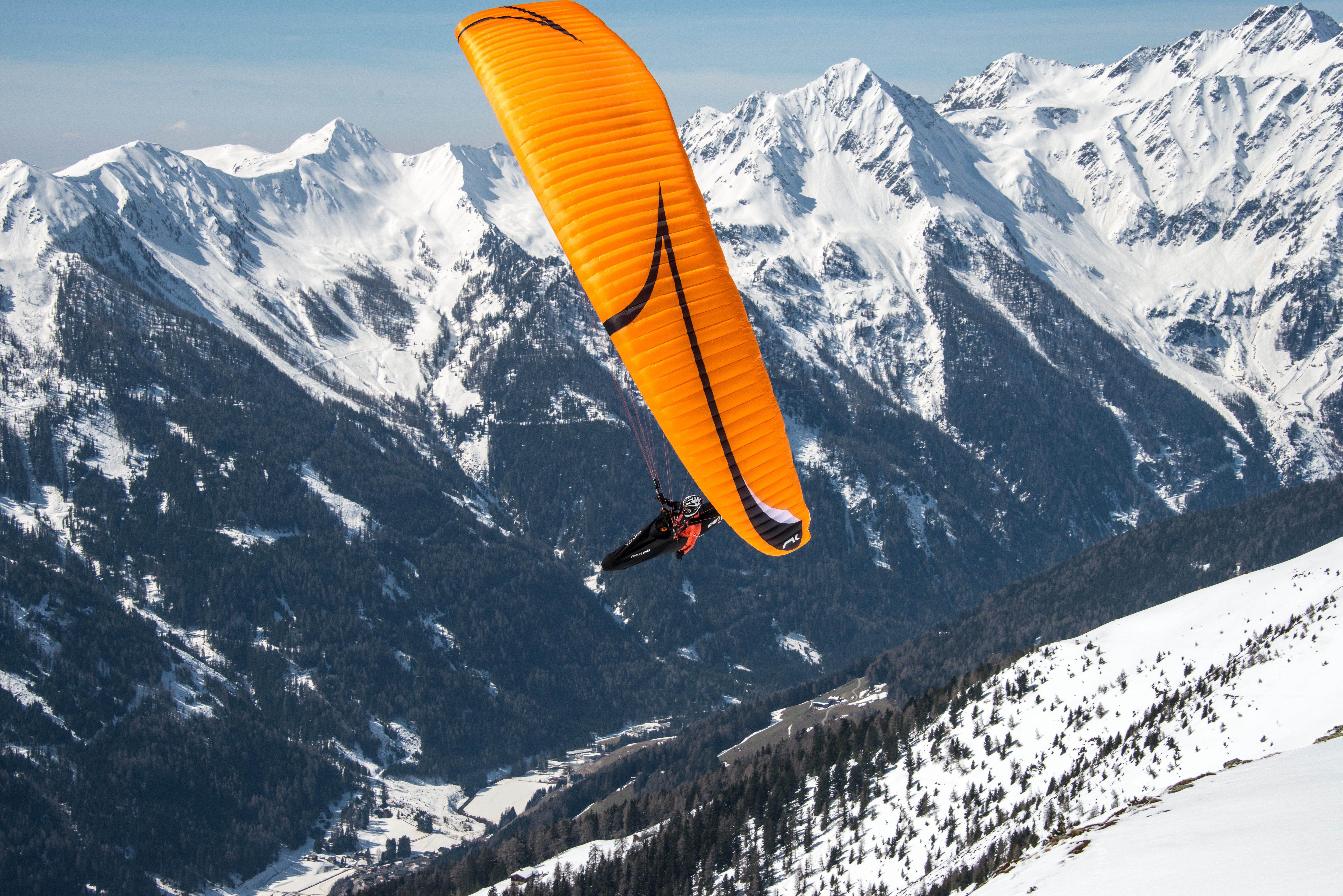
Volo in parapendio sul Monte Spico
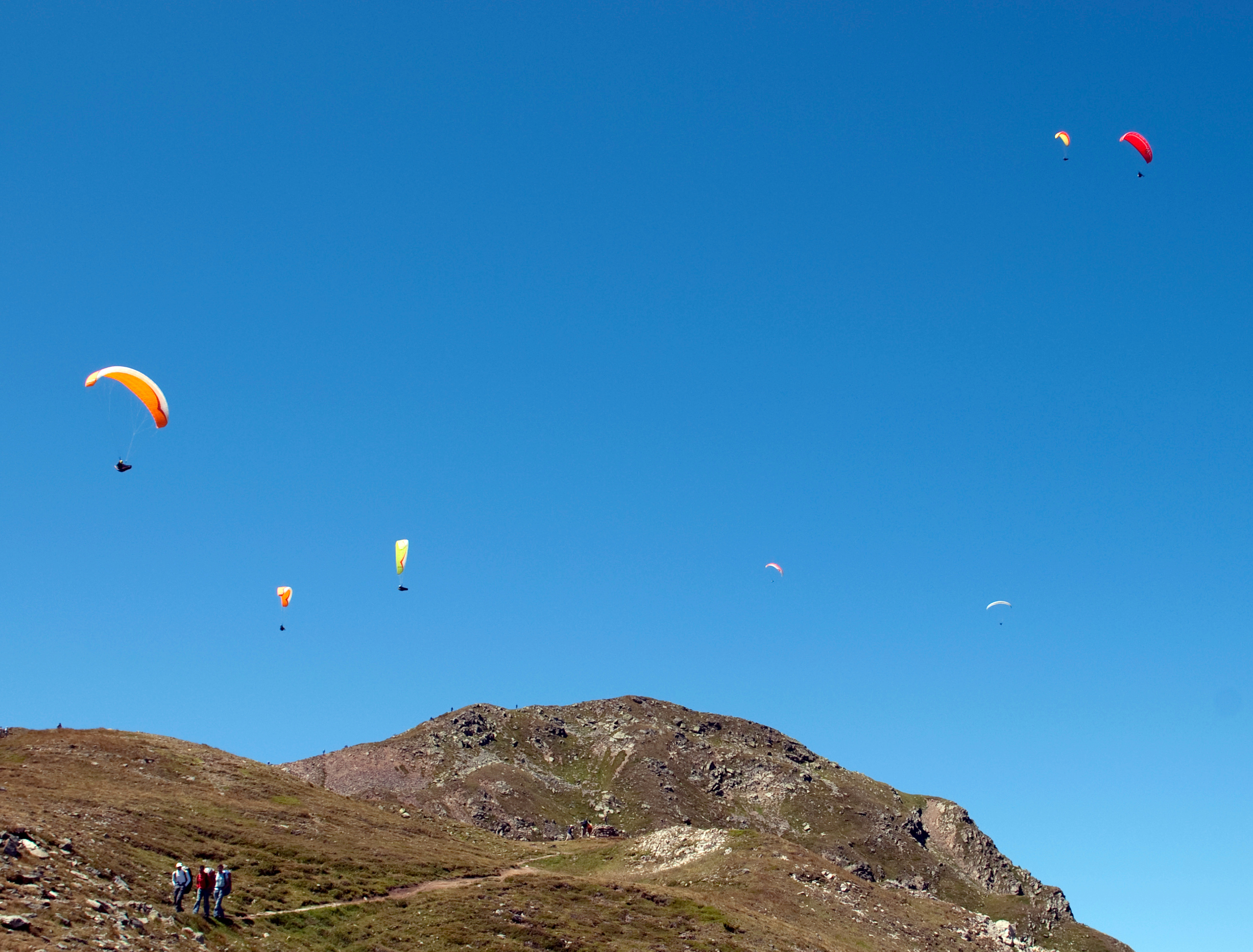
Volo in parapendio sul Monte Spico
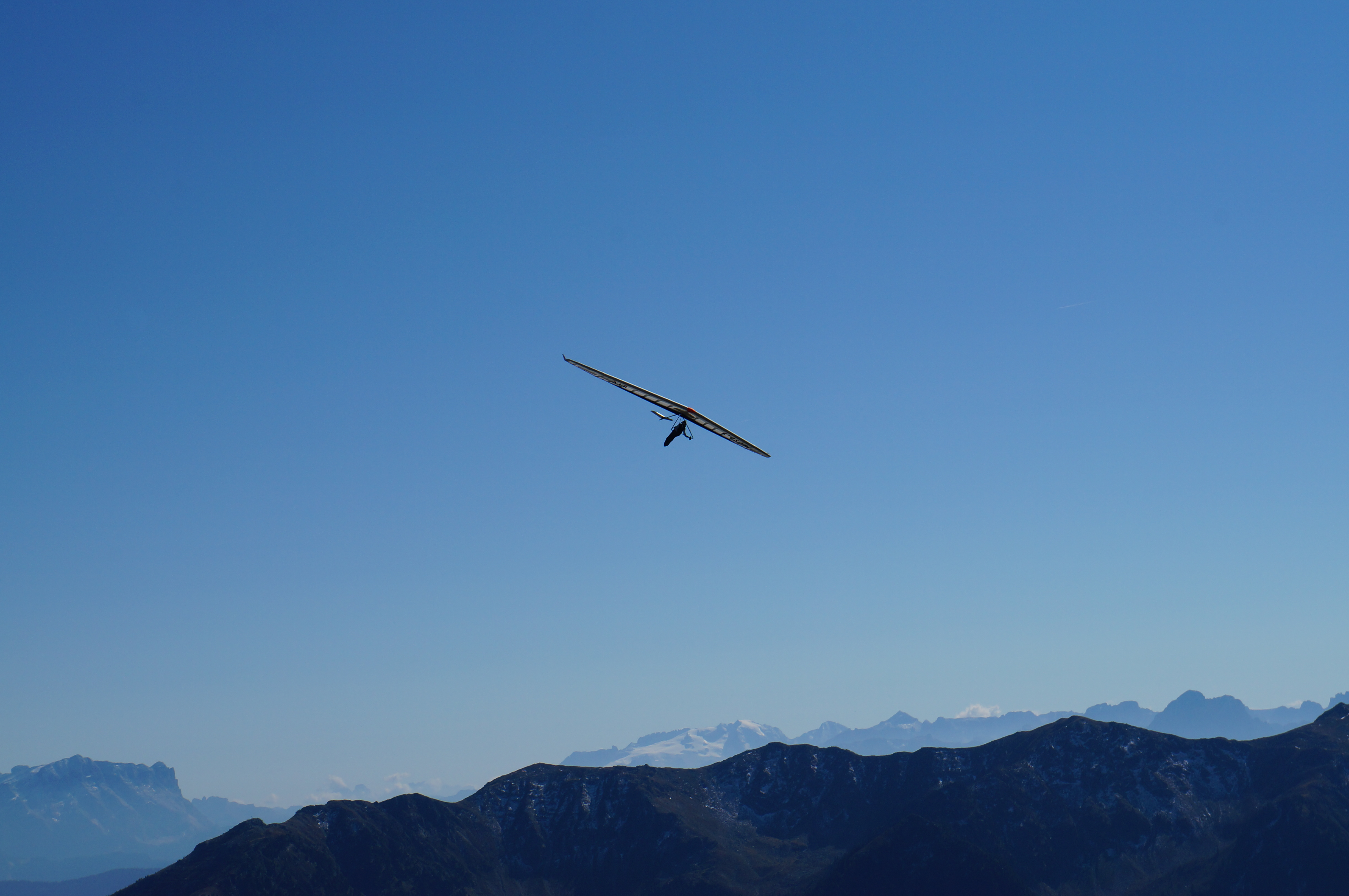
Volo in deltaplano sul Monte Spico

### Escursioni
Già negli anni '70 del XIX secolo il Monte Spico si iniziò a sviluppare come area escursionistica. La sezione di Campo Tures del Deutscher und Österreichischer Alpenverein, fondata da Josef Daimer nel 1873, costruì il rifugio Sonklarhütte e il relativo sentiero "Herrenweg" (ribattezzato Daimerweg nel 1903 in onore di Josef Daimer). La costruzione della Chemnitzer Hütte (poi Rifugio Porro) da parte della sezione di Chemnitz del Deutscher Alpenverein nel 1895 è dovuta anche all'iniziativa e all'impulso di Josef Daimer. Nel 1906 fu costruito il sentiero in quota "Kellerbauerweg" per collegare i due rifugi Sonklarhütte e Porro.
A partire dagli anni '90, i sentieri Daimerweg e Kellerbauerweg sono stati utilizzati come base per ulteriori lavori di miglioramento e ampliamento della rete sentieristica. Un processo che continua ancora oggi. Nel frattempo sul Monte Spico esiste una rete di oltre 90 km di sentieri, che viene mantenuta e ampliata dai dipendenti dell'azienda di impianti di risalita.

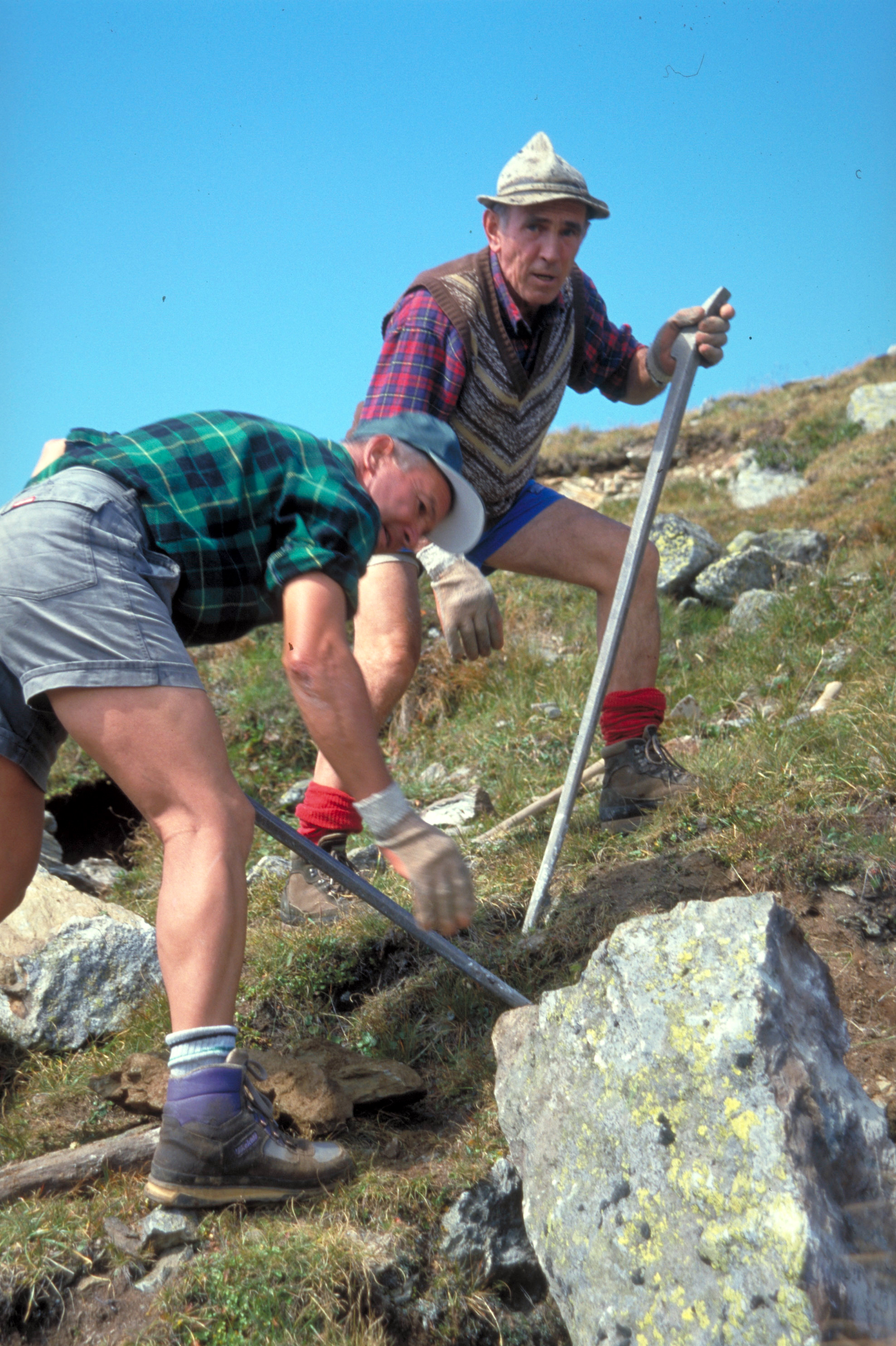
Costruzione di sentieri sul Monte Spico alla fine degli anni '90 e all'inizio del nuovo millennio
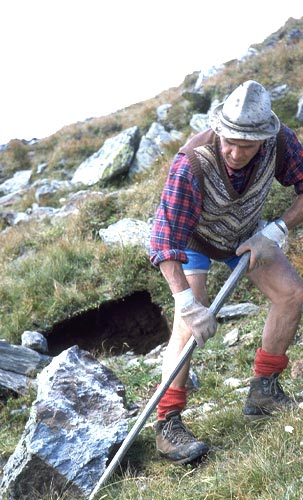
Costruzione di sentieri sul Monte Spico alla fine degli anni '90 e all'inizio del nuovo millennio
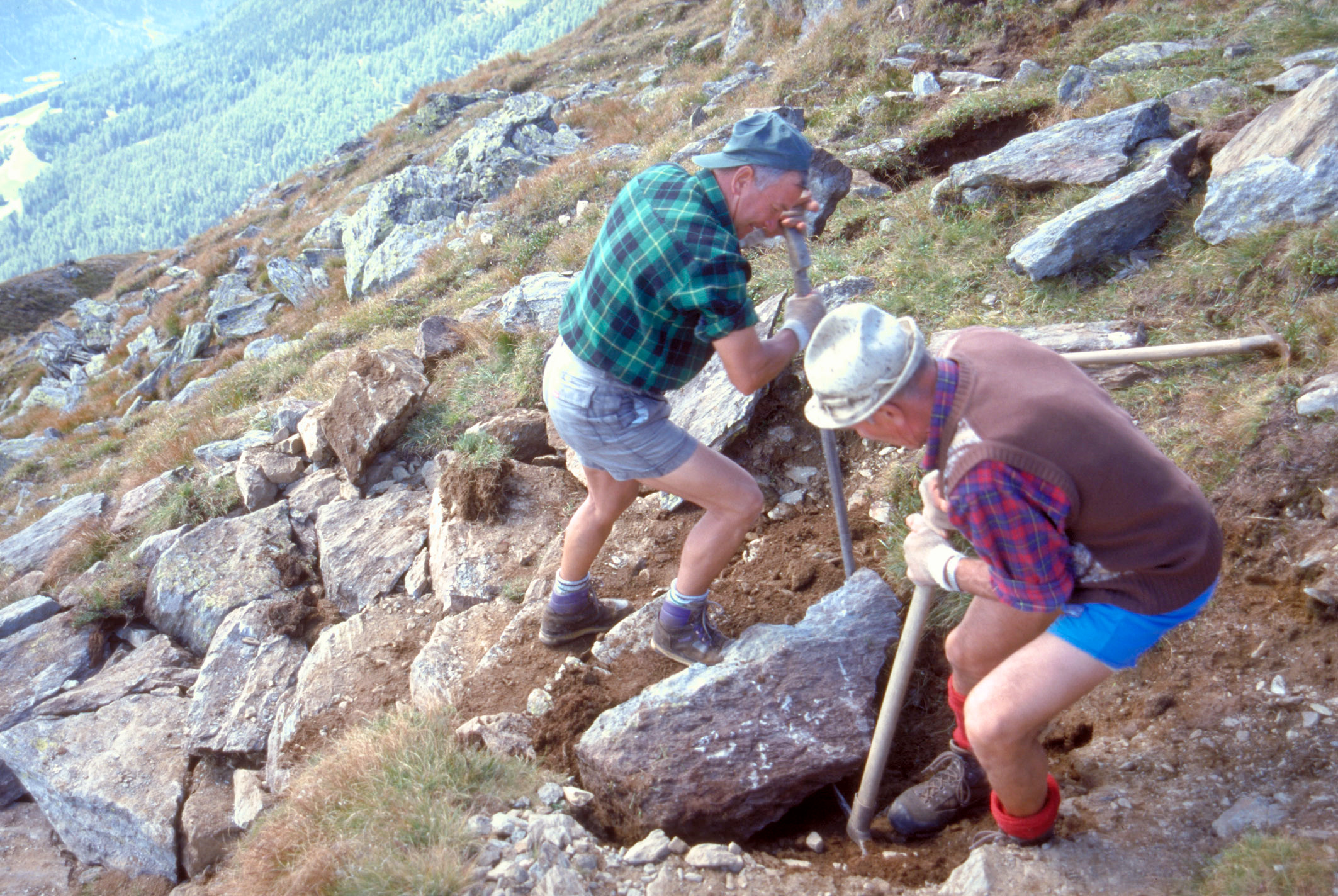
Costruzione di sentieri sul Monte Spico alla fine degli anni '90 e all'inizio del nuovo millennio
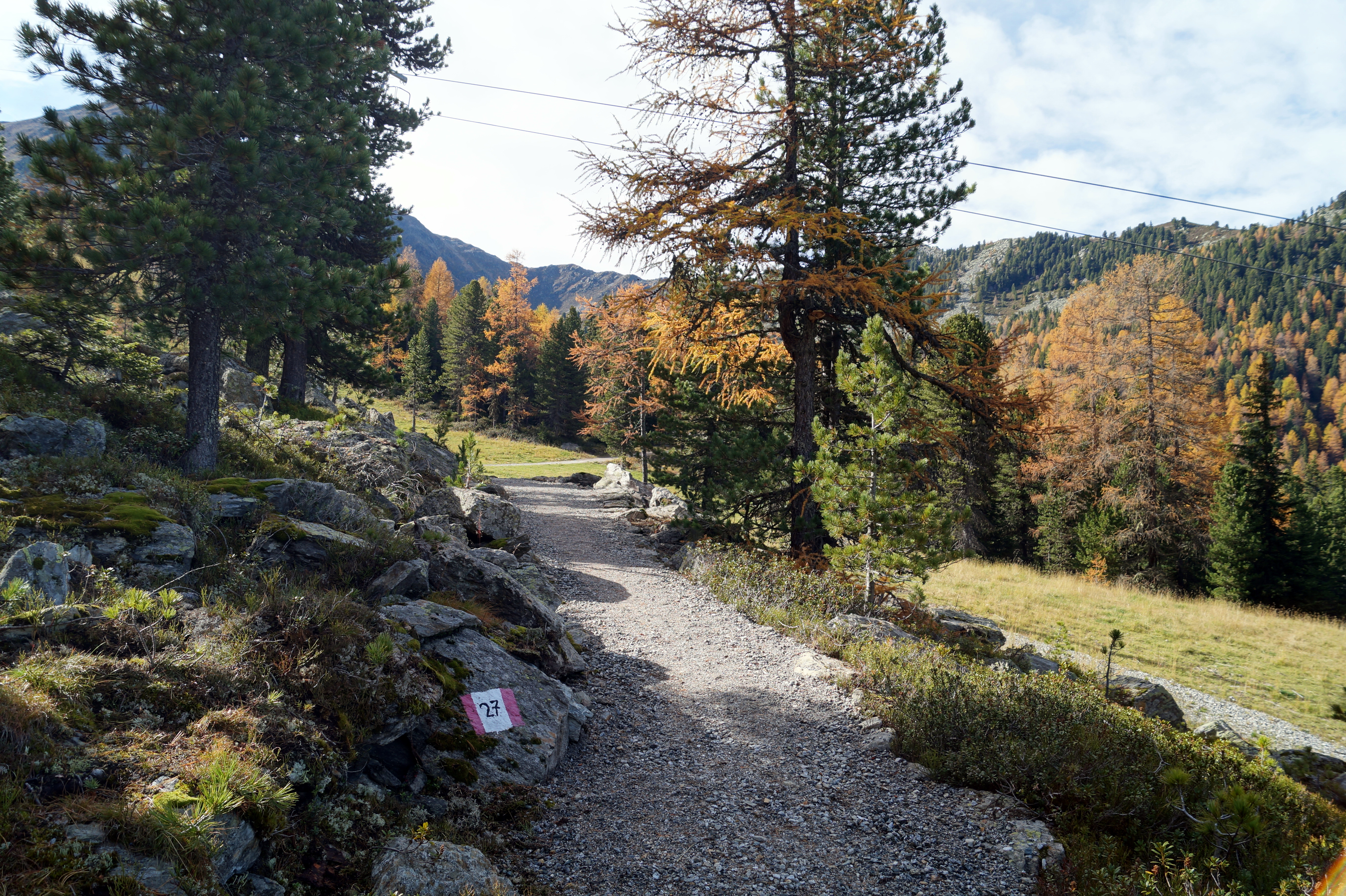
Sentiero escursionistico
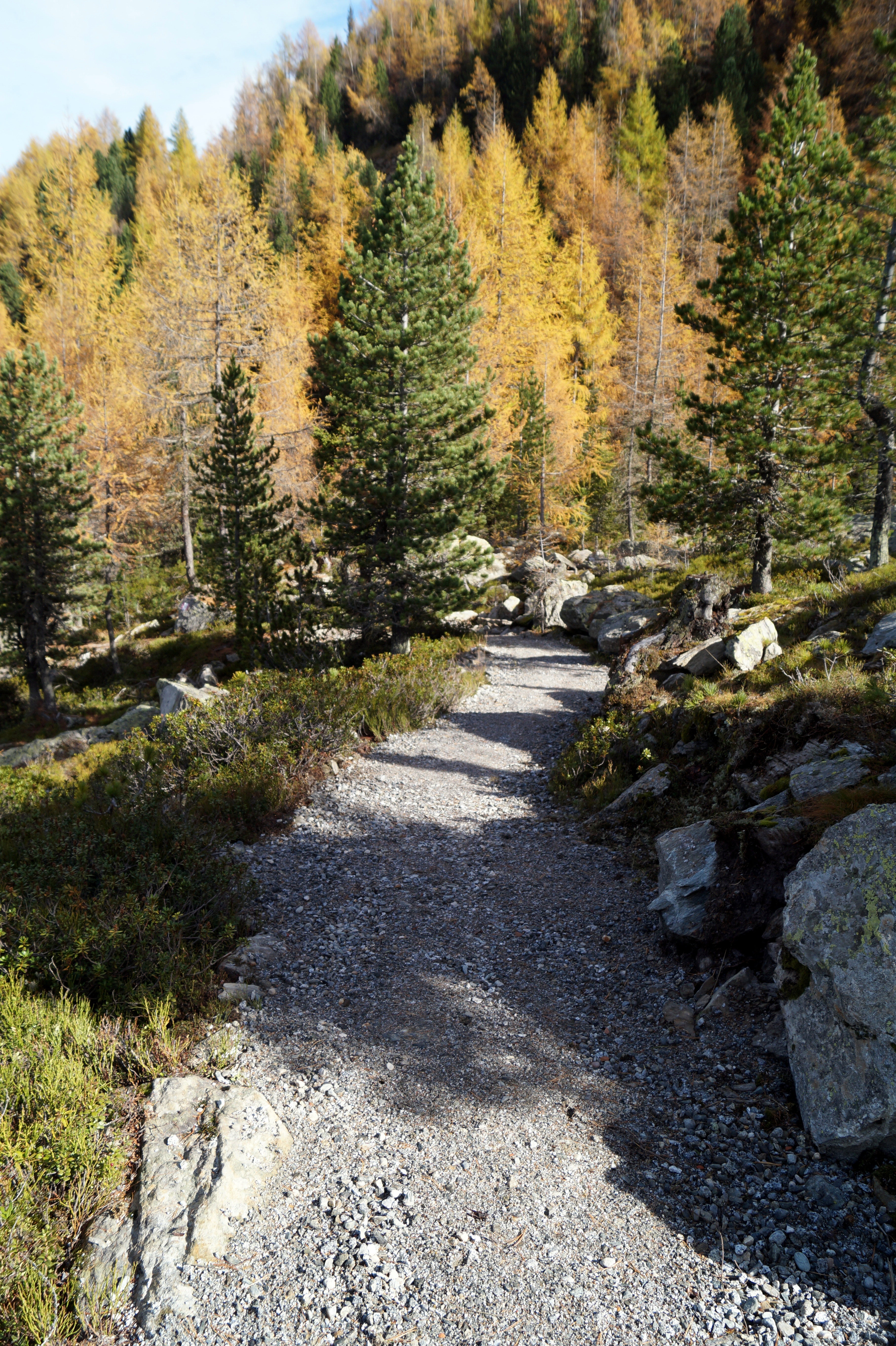
Sentiero escursionistico
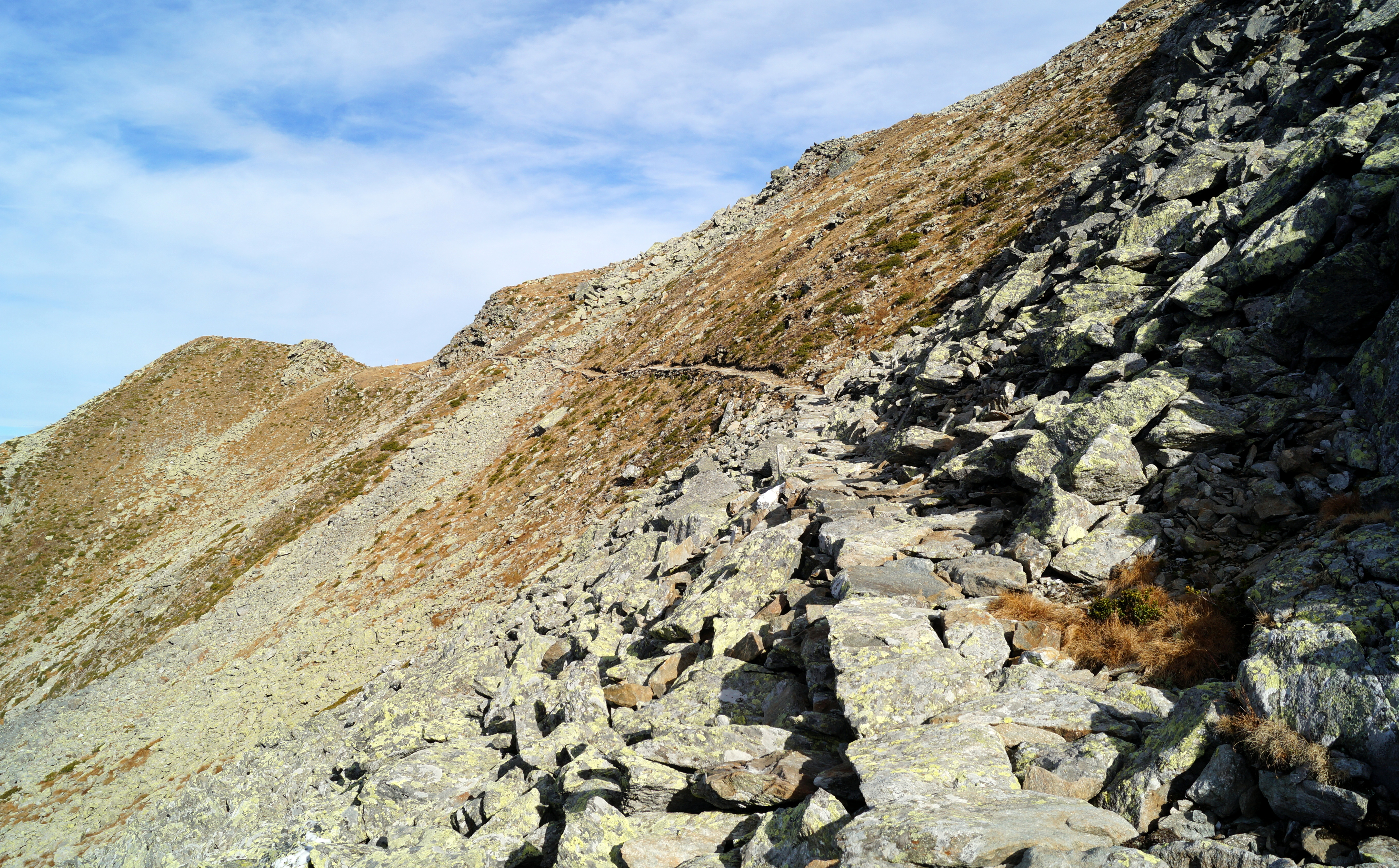
Sentiero escursionistico
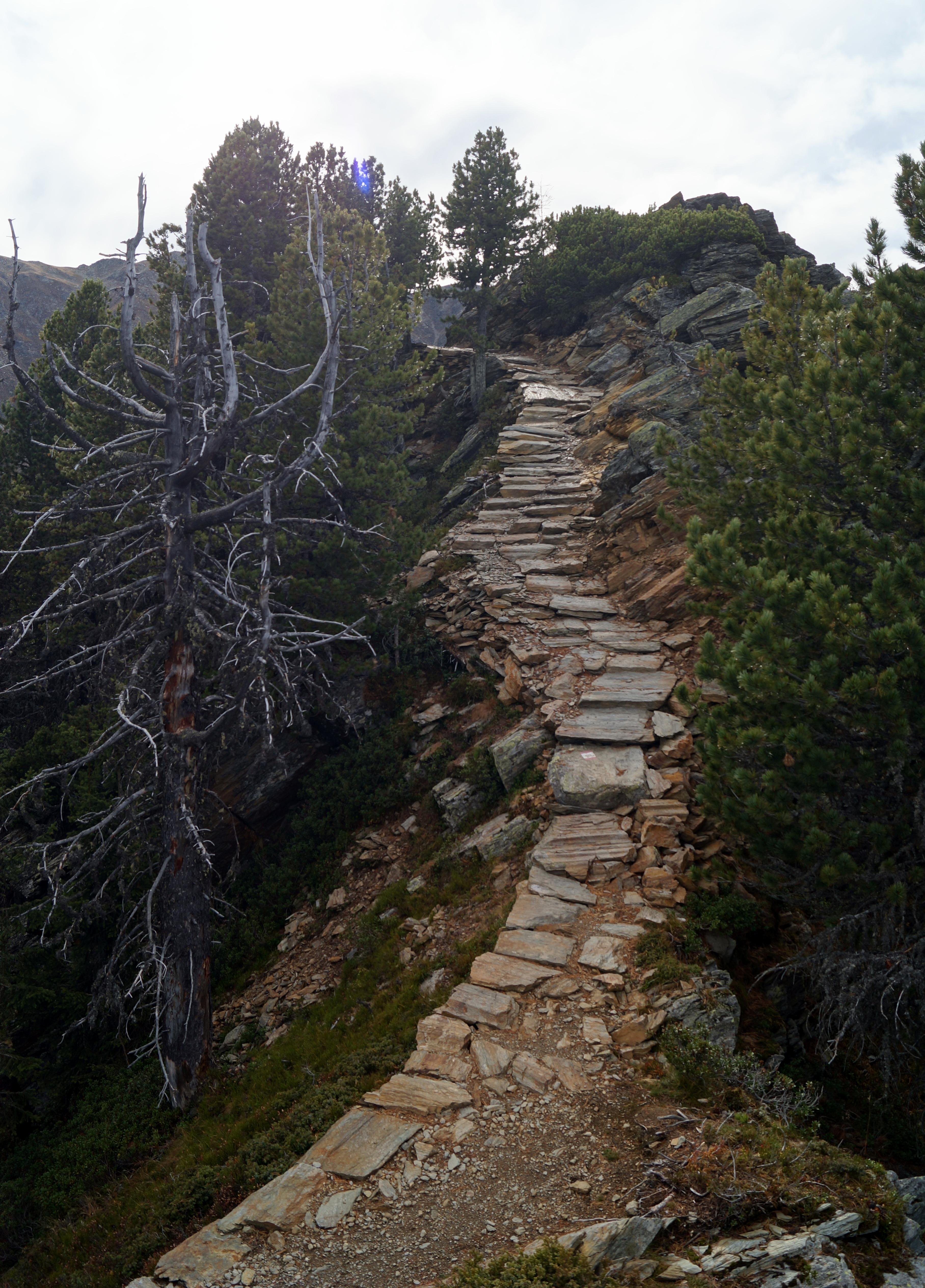
Sentiero escursionistico
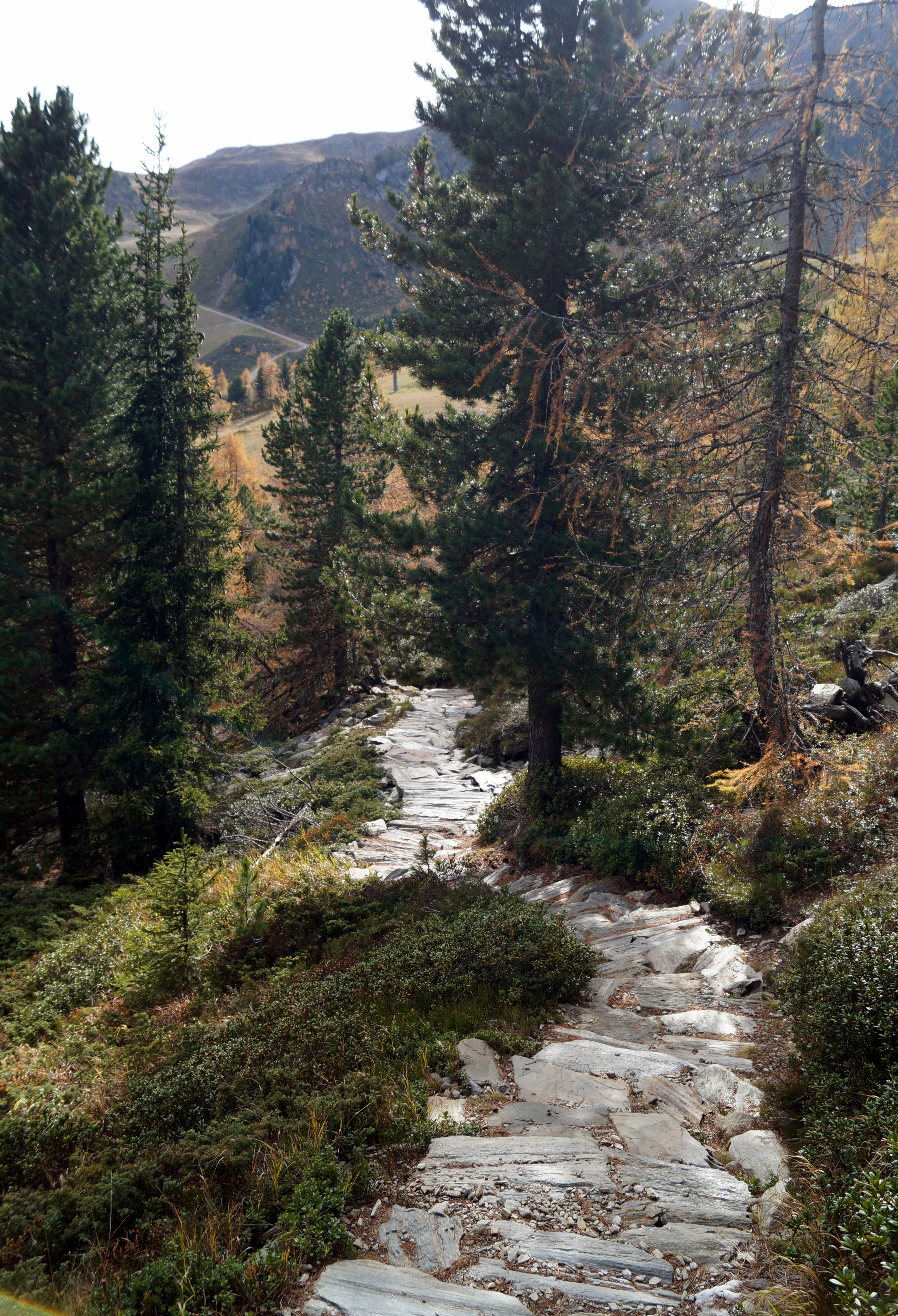
Sentiero escursionistico

#### Rifugio Sonklarhütte
A sud della vetta, a 2.420 m di altitudine, sorgeva il rifugio Sonklarhütte, costruito nel 1876 dall'allora sezione Sand in Taufers e intitolato allo scrittore e cartografo militare Carl Sonklar. Il rifugio fu costruito in poche settimane e fu uno dei primi rifugi in Alto Adige. All'inizio offriva solo 10 posti letto, cosicché già nel 1899 dovette essere costruito un rifugio più grande. Durante la prima guerra mondiale il rifugio non fu gestito e cadde in rovina dopo la fine della guerra. Una riparazione progettata nel 1926 dal nuovo proprietario, la sezione Brunico del CAI, non è stata mai realizzata.

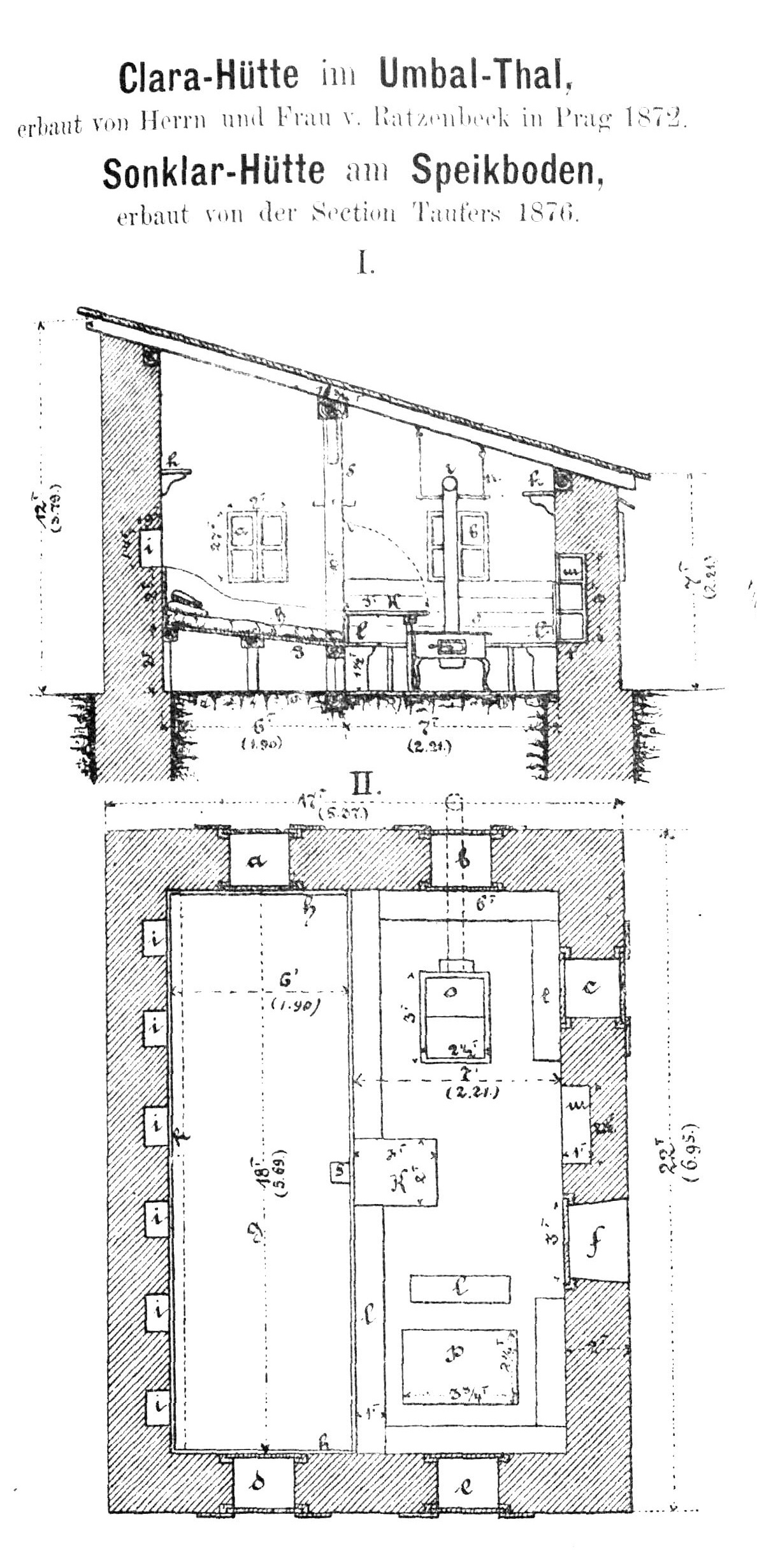
Disegno di progetto del rifugio Sonklarhütte di Johann Stüdl
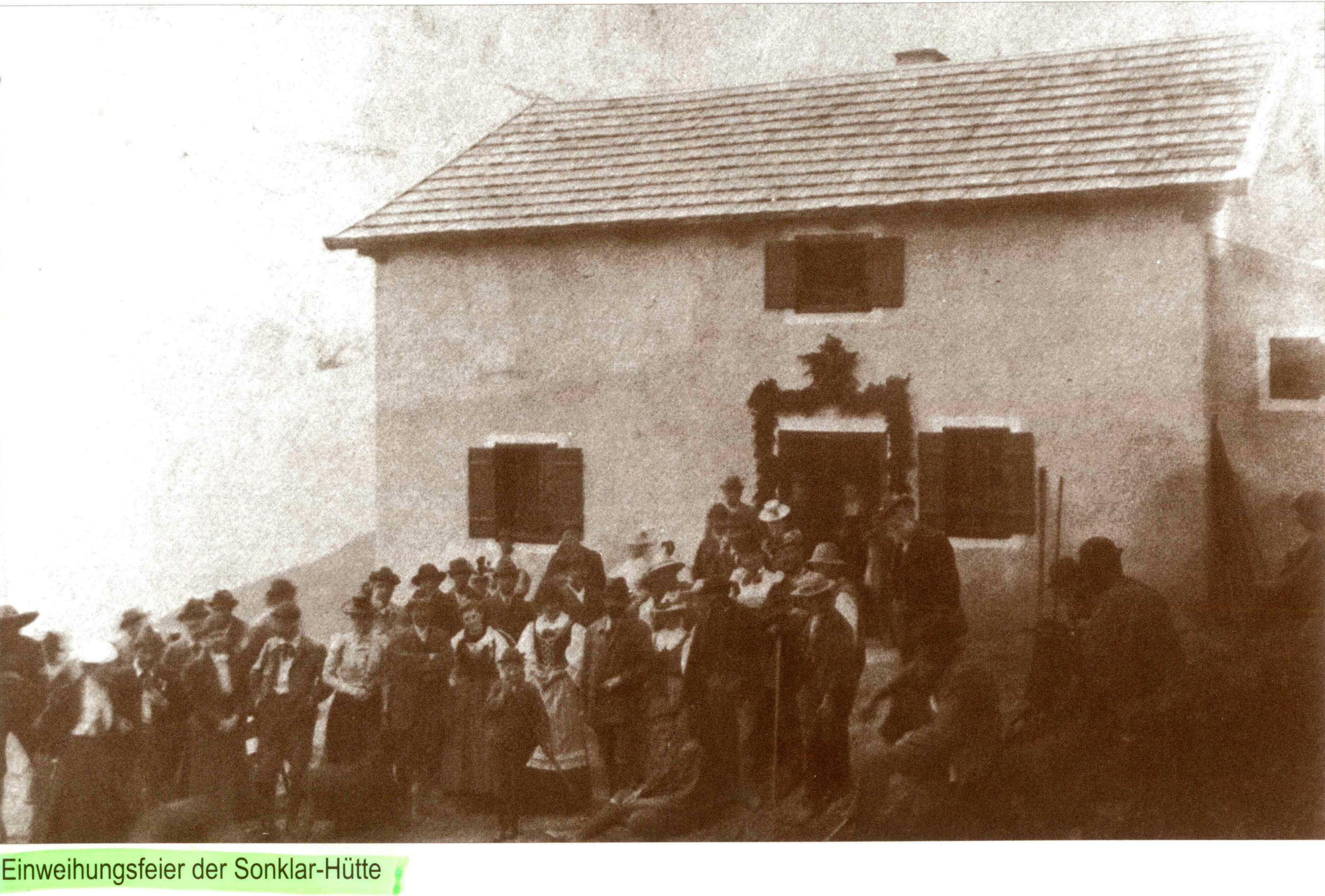
Relazione inaugurazione rifugio Sonklarhütte
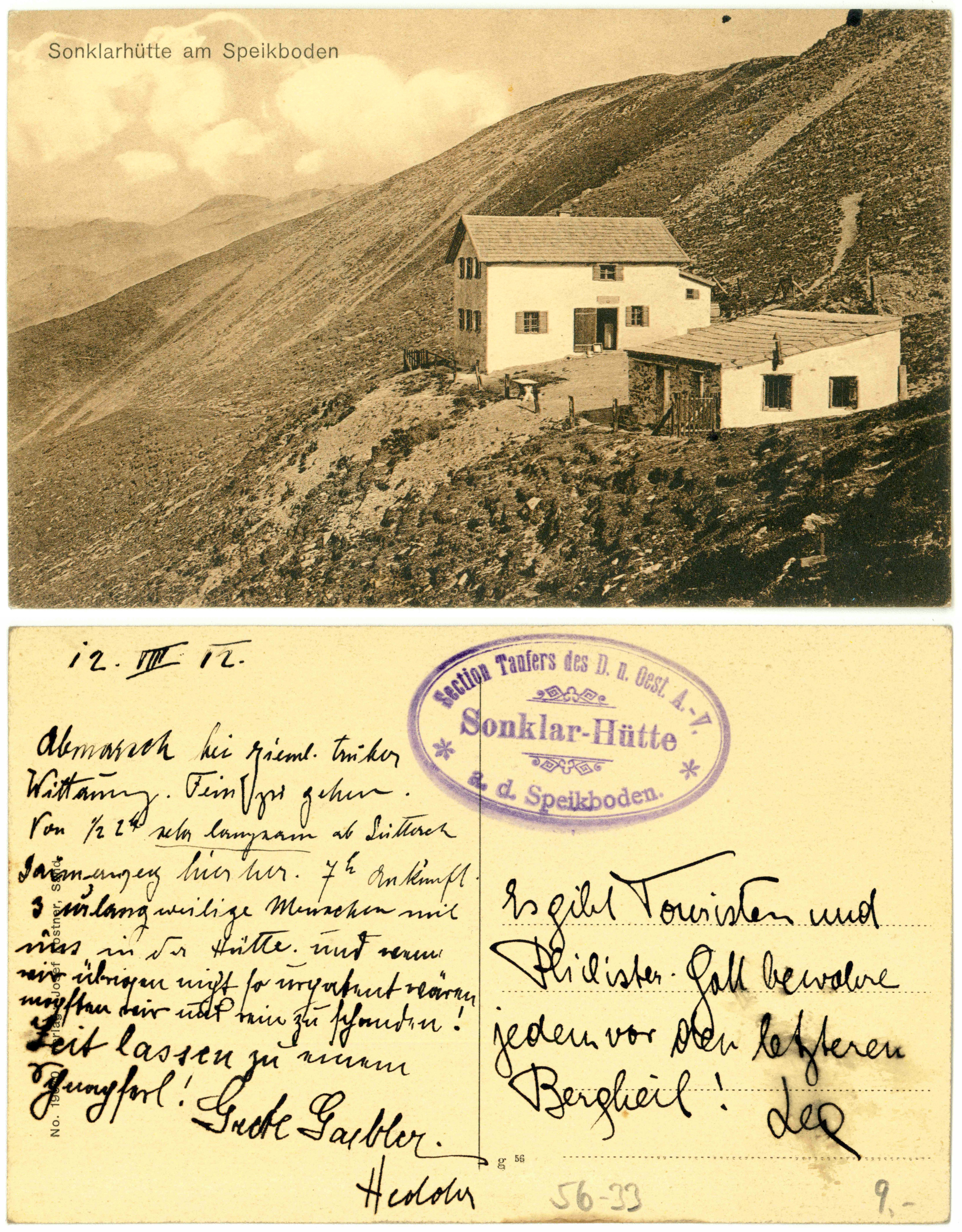
Il rifugio Sonklarhütte in una vecchia cartolina
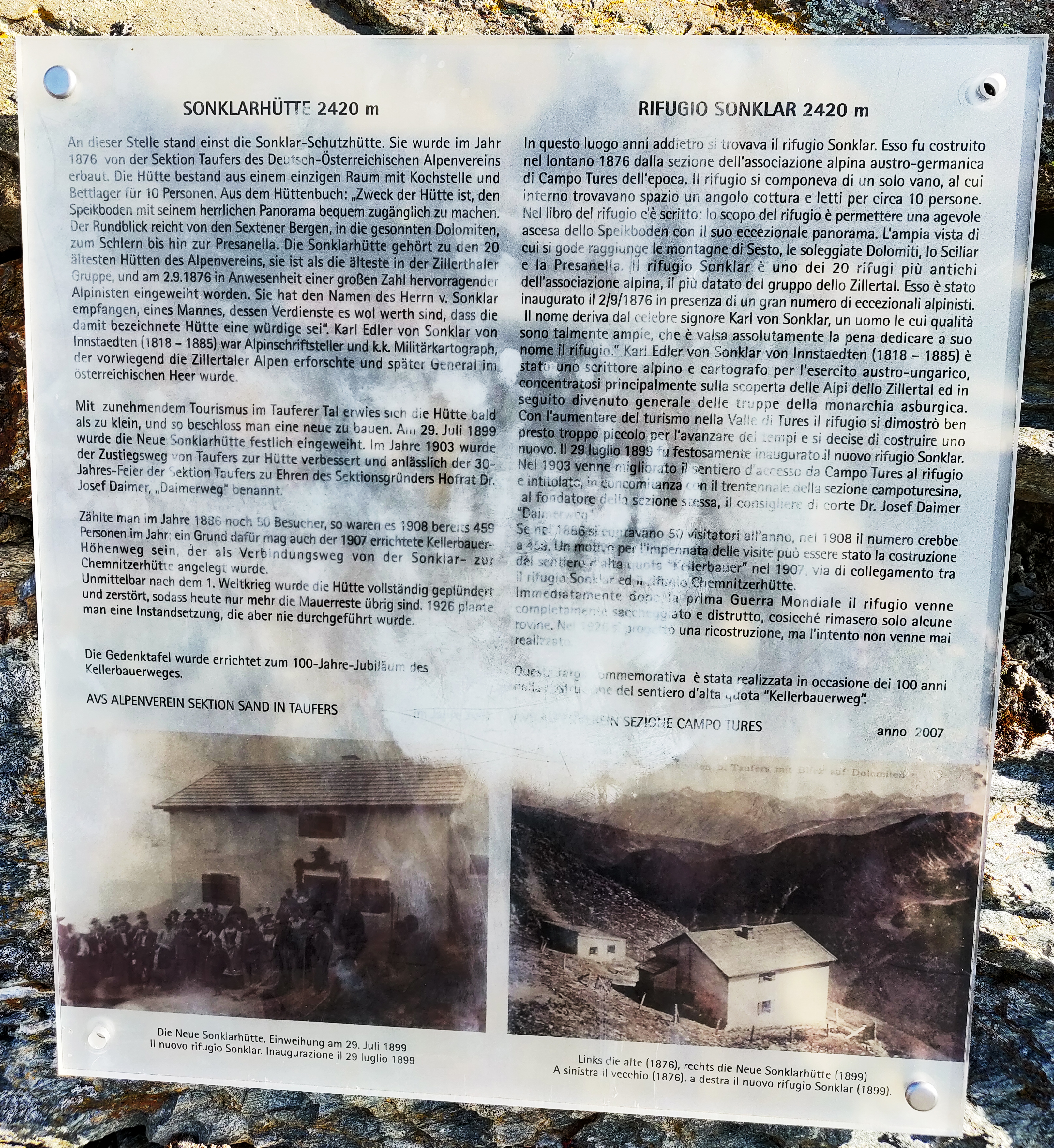
Cartello presso i ruderi del rifugio Sonklarhütte

### Vie ferrate

#### Via ferrata Speikboden
La via ferrata Speikboden è di media ma impegnativa difficoltà e porta con 350 m di dislivello fino alla croce di Monte Spico a 2.517 metri.
- Difficoltà: B/C (moderatamente difficile)
- Partenza/arrivo: malga Speikboden a 2.000 m, raggiungibile con la cabinovia Speikboden
- Dislivello complessivo: 500 m | Tempo di percorrenza: 3 h
- Avvicinamento: 150 m di dislivello | Tempo di percorrenza: 40 min
- Ritorno alla stazione malga Speikboden:
  - per sentiero n° 27 | Tempo di percorrenza ca. 1 h 30 min
  - per sentiero panoramico | Direzione Sonnklar-Nock: 3 h oppure direzione Dosso Grande: 2 h
  - con seggiovia Sonnklar | Tempo di percorrenza: 30 min
- Tempo totale richiesto: almeno 4 h
- Ultima discesa a valle seggiovia: ore 16.30
- Ultima discesa a valle cabinovia Speikboden: ore 17.00
- Sicurezza: cavo d´acciaio, morsetti, ponte tibetano, ponte sospeso
- Periodo migliore: giugno - ottobre
- Panorama: Dolomiti, Gruppo Vedrette di Ries, Gruppo Venediger, Alpi della Zillertal
- Attrezzatura: imbrago, set da ferrata, casco, calzature robuste (noleggio attrezzatura possibile alla stazione malga Speikboden)

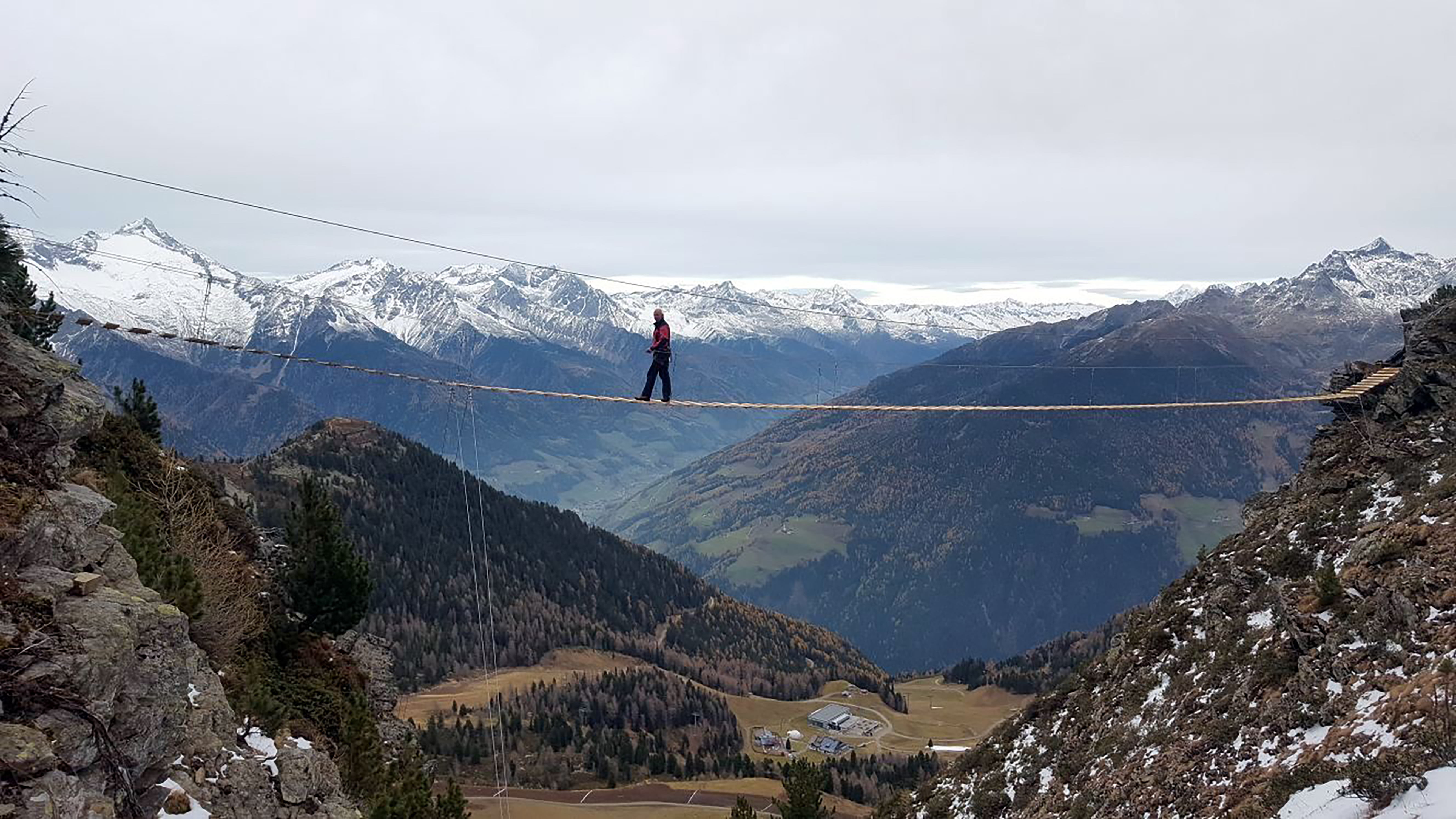
Via ferrata Speikboden
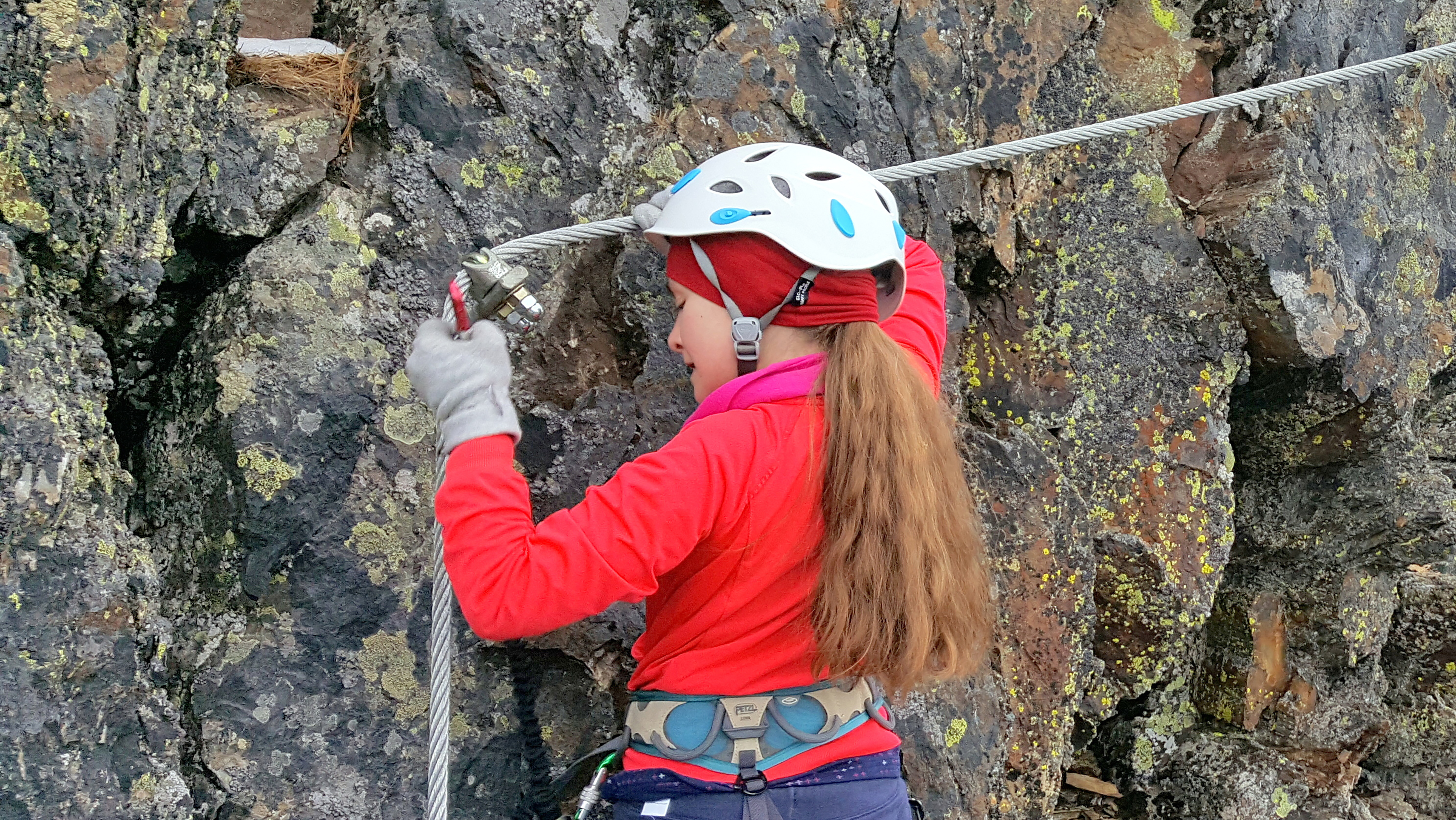
Via ferrata
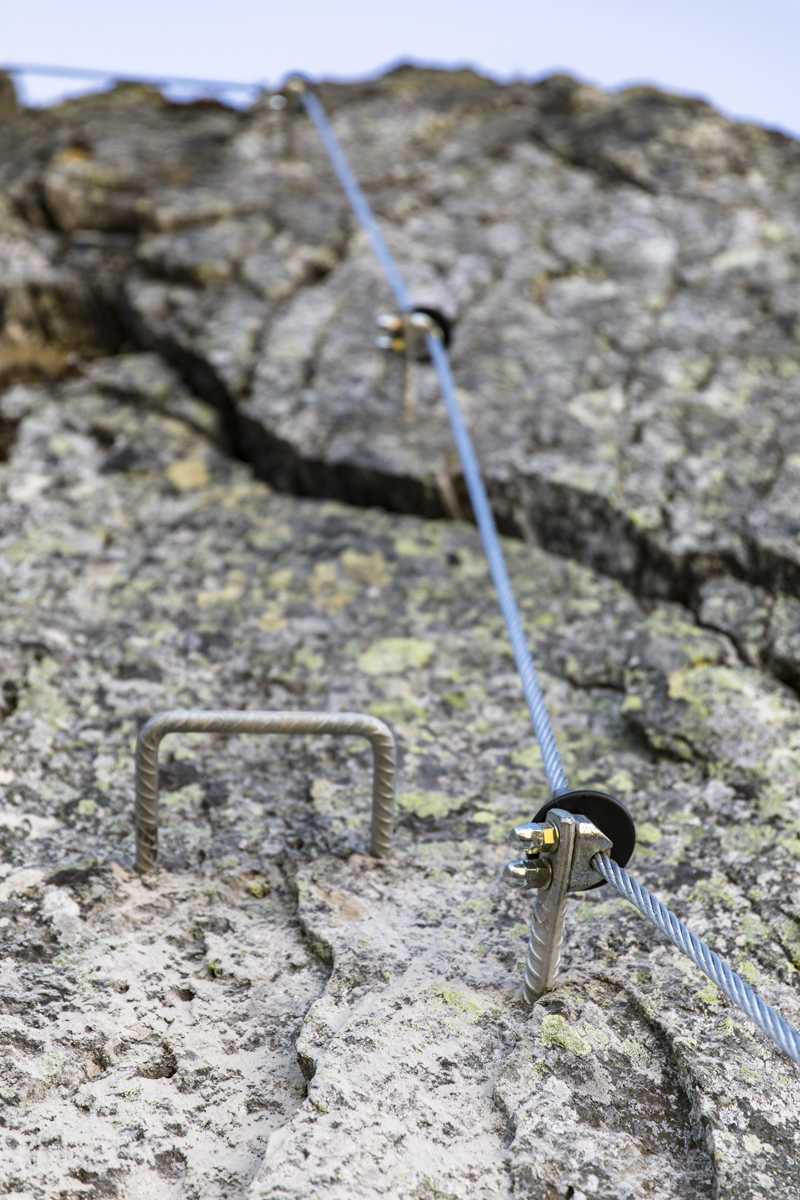
Via ferrata
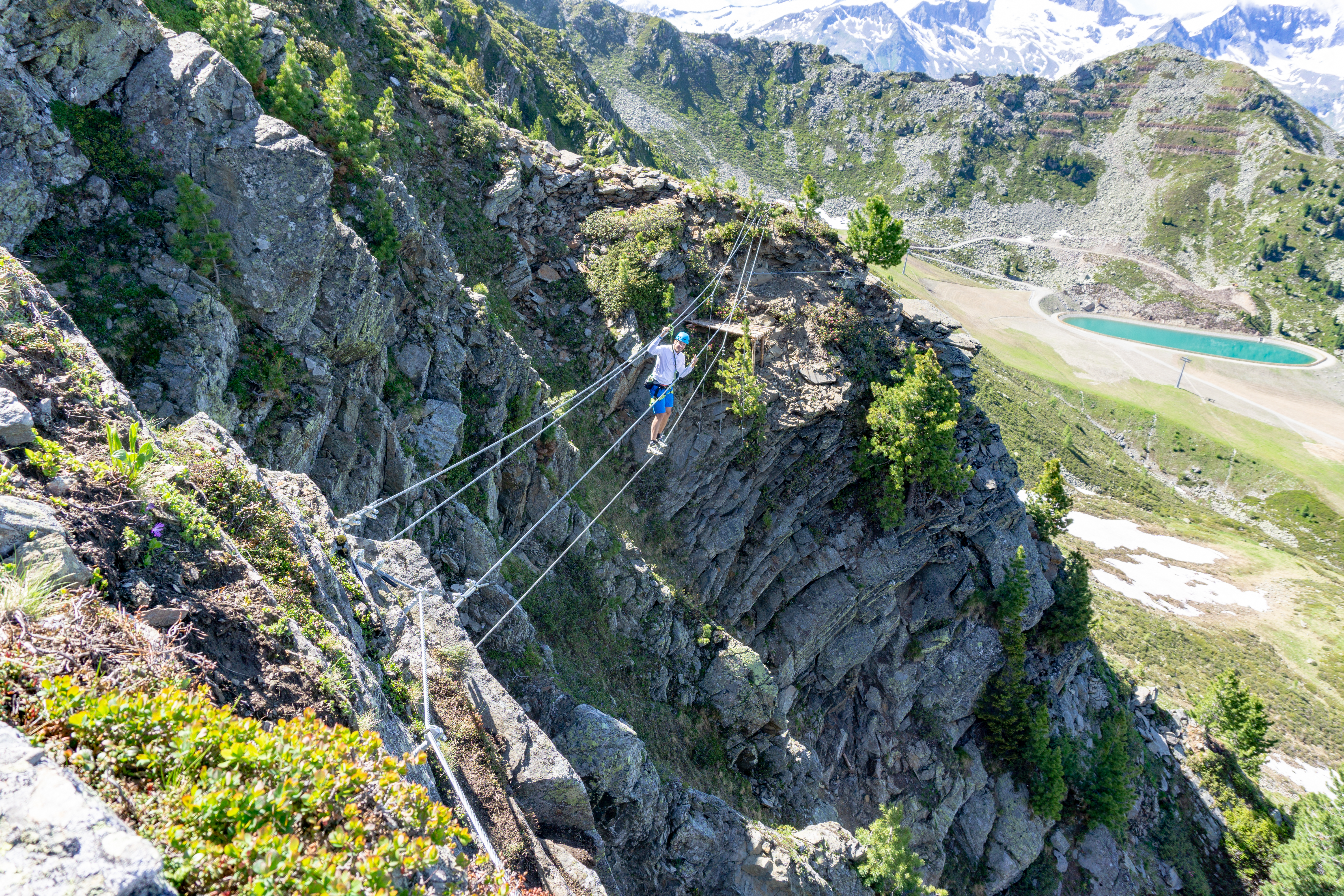
Via ferrata

#### Via ferrata per bambini Speikboden
La via ferrata per bambini al Monte Spico è concepita specialmente per bambini tra i 6 e 12 anni. Al motto di "Pirati" i più piccoli possono imparare ad arrampicare su percorsi adatti ai bambini.
- Difficoltà: A (facile)
- Partenza/arrivo: malga Speikboden a 2.000 m, raggiungibile con la cabinovia Speikboden
- Avvicinamento: 50 m di dislivello, 20 min
- Salita: 70 m di dislivello, 1 ora
- Tempo totale richiesto: almeno 2 ore
- Attrezzatura: set da ferrata, casco, calzature robuste (noleggio attrezzatura possibile alla stazione malga Speikboden)

### ConsorzioSkiworld Ahrntal
I comprensori sciistici Speikboden e Klausberg, con i loro impianti di risalita Rio Bianco e Riva di Tures, formano assieme la Skiworld Ahrntal. Con lo skipass si può usare 21 impianti di risalita e 74 chilometri di piste (da 950 a 2510 metri di altitudine). Anche in estate esiste la Skiworld Ahrntal con la possibilità du usare i biglietti nelle zone di Speikboden e di Klausberg.